# Setenta veces siete
Setenta veces siete és una pel·lícula argentina dirigida per Leopoldo Torre Nilsson (1924-1978), coproduïda per Brasil i Espanya, i protagonitzada per Isabel Sarli i Francisco Rabal. Es va estrenar el 30 d'agost de 1962. Va participar en la secció oficial del 15è Festival Internacional de Cinema de Canes.

## Argument
Una dona en la Patagònia argentina, és presa com a esposa per un home àvid de desig per trobar petroli. Mentre estan vivint en aquesta immensitat apareix un altre home desitjós de la seva dona.
La història relata com la dona, que va ser presa per tots dos, va acabar venjant-se d'ells deixant-los tancats en un pou del qual no van poder sortir.
La història està basada en els contes El Prostíbulo i Sur viejo de Dalmiro Sáenz (1926-), publicats en el llibre homònim, i el guió va ser escrit per Beatriz Guido (1922-1988), Dalmiro Sáenz i el mateix Leopoldo Torre Nilsson.

## Repartiment
- Isabel Sarli - Cora / Laura
- Francisco Rabal - Pascual / el pastor
- Jardel Filho - Pedro / el lladre de cavalls
- Blanca Lagrotta - la mare
- Ignacio Finder - el pare
- Nelly Prono - La dueña
- Jacobo Finder
- Hilda Suárez
- Alberto Barcel
- Walter Santa Ana
- Juan Carlos Berisso
- Berta Ortegosa

## Curiositats
Aquesta va ser la primera pel·lícula de Isabel Sarli, que filmaria lluny de la factoria Armando Bó. Aquest fet tornaria a repetir-se únicament, una vegada mort el cineasta, en 1996 quan filma amb Jorge Polaco, La dama regresa, pel·lícula d'escàs èxit comercial.

## Estrena als Estats Units
Després de 5 anys, la pel·lícula va ser recollida per la seva distribució als Estats Units per Cambist Films. Van reeditar la pel·lícula i li van donar un nou nom The Female amb el director catalogat com a Leo Towers. Sarli s'havia negat a fer nuesa per a aquesta pel·lícula, ja que considerava que Torres Nilsson era un director "intel·lectual". Però quan la pel·lícula es va estrenar als Estats Units, les escenes amb un doble cos de Sarli van aparèixer nues. Sarli va iniciar una demanda contra els distribuïdors, però va acabar perdent ja que va continuar fent nus i no va danyar la seva imatge. La pel·lícula es va estrenar al Prudential's Tower Art de Milwaukee el Nadal de 1967. La pel·lícula va ser una de les pel·lícules de "sex art" més taquillera dels Estats Units.